# اردراتسهایم
اردراتسهایم (به فرانسوی: Odratzheim) یک کمون در فرانسه با جمعیت ۴۵۹ نفر است که در Canton of Wasselonne واقع شده‌است.